# 尤爾基夫卡 (扎波羅熱州)
47°39′2″N 35°39′39″E / 47.65056°N 35.66083°E

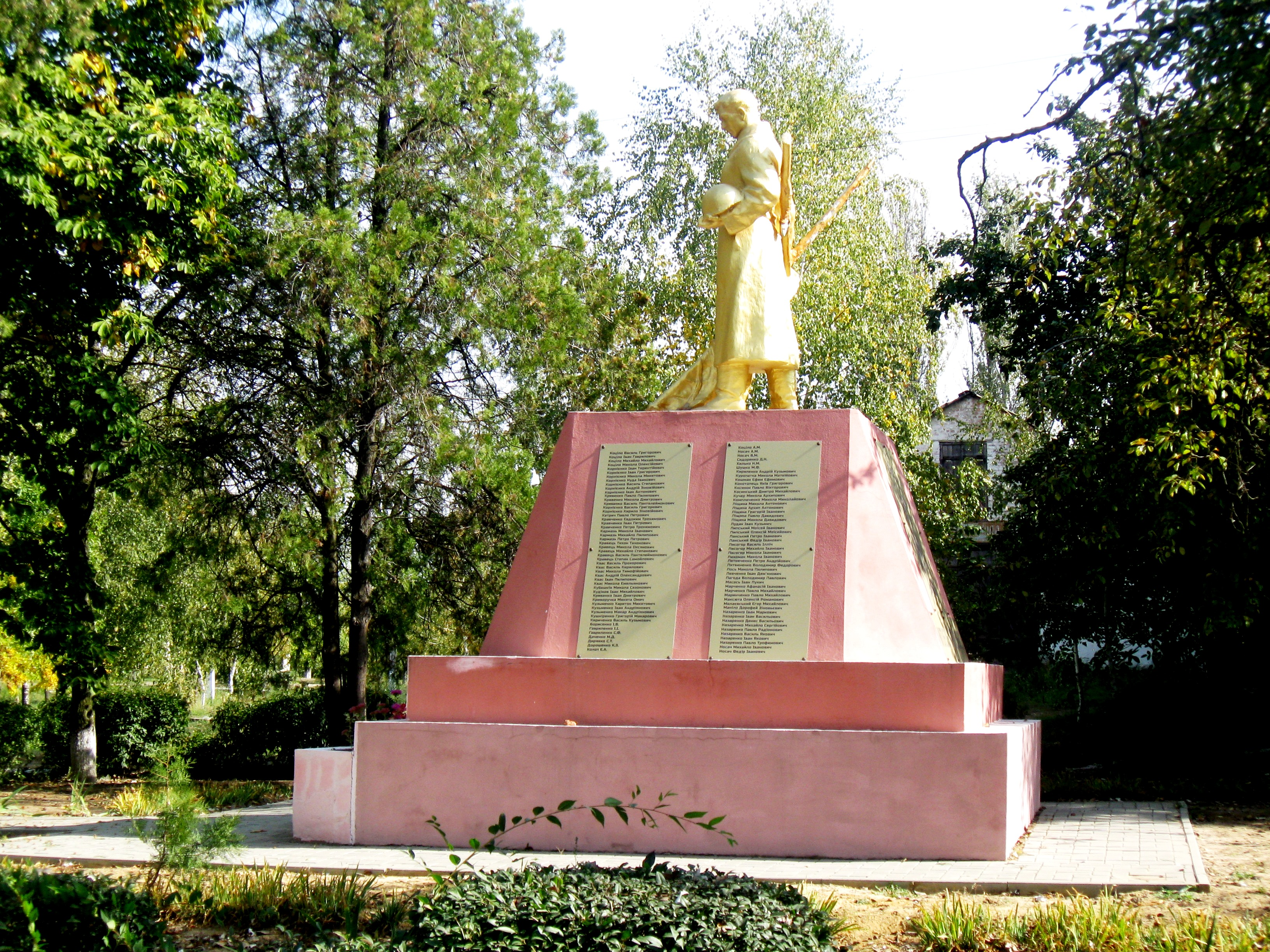
烈士纪念碑

尤爾基夫卡（烏克蘭語：Юрківка）是位於烏克蘭東南部的村莊，由扎波羅熱州扎波羅熱区的塔夫里伊斯凱市鎮負責管轄。該村處於金卡河左岸，分別距離新巴甫利夫卡0.5公里和扎里奇内4.5公里，始建於1905年，面積8.78平方公里，海拔高度44米，2001年人口1,775。